# Johannes Strolz
Johannes Strolz (Bludenz, 12 de septiembre de 1992) es un deportista austríaco que compite en esquí alpino. Es hijo del esquiador Hubert Strolz.
Participó en los Juegos Olímpicos de Pekín 2022, obteniendo tres medallas, oro en la prueba combinada y en el equipo mixto y plata en el eslalon. En la Copa del Mundo consiguió una victoria y un podio en total.

## Palmarés internacional
| Juegos Olímpicos | Juegos Olímpicos | Juegos Olímpicos | Juegos Olímpicos |
| Año              | Lugar            | Medalla          | Prueba           |
| ---------------- | ---------------- | ---------------- | ---------------- |
| 2022             | Pekín (China)    | Medalla de oro   | Combinada        |
| 2022             | Pekín (China)    | Medalla de oro   | Equipo mixto     |
| 2022             | Pekín (China)    | Medalla de plata | Eslalon          |